# Патхум Ванарам
Патхумванарам (тайск. วัดปทุมวนาราม) — буддийский храм в Бангкоке, Таиланд. Расположен в районе Патхумван, в торговом квартале Siam Square, между двумя торговыми центрами: Сиам-Парагон и CentralWorld.

## Описание
Храм был построен в 1857 году Королём Рамой IV (Монгкут) как место поклонения рядом с дворцом Срапратум. Храм был посвящён королеве Theprisintra.
Во времена постройки в этом месте находились рисовые поля, и добраться до него можно было только по каналу. В настоящее время храм был отремонтирован и является тихим уголком в центре города с зелёными насаждениями и прудом.
Храм представляет собой третий класс «королевских храмов», полное название храма — Ват Патхум Ванарам Ратша Вихарн (วัดปทุมวนารามราชวรวิหาร).
Все храмовые здания располагаются параллельно улице и отделены от неё стеной. В восточной части храма находится небольшой убосот. За ним идёт большая белая чеди и потом большой вихарн. Главная достопримечательность храма — это кремационное сооружение Пхра Мерумас, которое было восстановлено после похоронного обряда принцессы-матери Синакхаринтхра, матери двух королей Таиланда. После кремации её тела на площади Санам Луанг в марте 1996 года торжественная процессия перенесла сюда её прах. Крематорий является редким примером древнего тайского мастерства, украшенный традиционными тайскими орнаментальными деталями, декоративными трафаретами и лакированными скульптурами. Он символизирует священную гору Меру.
В храме в различных зданиях хранится прах членов королевской семьи по линии принца Махидола Адульядета.